# Oscar cờ vua
Oscar cờ vua là một giải thưởng quốc tế hàng năm dành cho kỳ thủ cờ vua xuất sắc nhất. Người chiến thắng được bình chọn từ các chuyên gia cờ vua, kể cả các đại kiện tướng cờ vua trên toàn thế giới. Giải thưởng là một bức tượng đồng mang tên "kẻ lang thang hấp dẫn".
Giải thưởng này được tổ chức liên tục từ năm 1967 đến 1988, nguyên thủy do các phóng viên, cán bộ, huấn luyện viên thuộc Association Internationale de la Presse Echiqueene (AIPE) (Hiệp hội thông tấn cờ vua quốc tế) bình chọn. Sau một thời gian gián đoạn, giải thưởng Oscar cờ vua tái hoạt động vào năm 1995 nhờ tài trợ của tạp chí cờ vua Nga mang tên 64 và được FIDE hỗ trợ.
Giải thưởng này được đánh giá cao trong cộng đồng cờ vua.

## Các kì thủ đoạt giải
| Năm     | Kì thủ            | Quốc tịch |
| ------- | ----------------- | --------- |
| 1967    | Bent Larsen       | Đan Mạch  |
| 1968    | Boris Spassky     | Liên Xô   |
| 1969    | Boris Spassky     | Liên Xô   |
| 1970    | Bobby Fischer     | Hoa Kỳ    |
| 1971    | Bobby Fischer     | Hoa Kỳ    |
| 1972    | Bobby Fischer     | Hoa Kỳ    |
| 1973    | Anatoly Karpov    | Liên Xô   |
| 1974    | Anatoly Karpov    | Liên Xô   |
| 1975    | Anatoly Karpov    | Liên Xô   |
| 1976    | Anatoly Karpov    | Liên Xô   |
| 1977    | Anatoly Karpov    | Liên Xô   |
| 1978    | Viktor Korchnoi   | Thụy Sĩ   |
| 1979    | Anatoly Karpov    | Liên Xô   |
| 1980    | Anatoly Karpov    | Liên Xô   |
| 1981    | Anatoly Karpov    | Liên Xô   |
| 1982    | Garry Kasparov    | Liên Xô   |
| 1983    | Garry Kasparov    | Liên Xô   |
| 1984    | Anatoly Karpov    | Liên Xô   |
| 1985    | Garry Kasparov    | Liên Xô   |
| 1986    | Garry Kasparov    | Liên Xô   |
| 1987    | Garry Kasparov    | Liên Xô   |
| 1988    | Garry Kasparov    | Liên Xô   |
| 1989–94 | Không trao giải   |           |
| 1995    | Garry Kasparov    | Nga       |
| 1996    | Garry Kasparov    | Nga       |
| 1997    | Viswanathan Anand | Ấn Độ     |
| 1998    | Viswanathan Anand | Ấn Độ     |
| 1999    | Garry Kasparov    | Nga       |
| 2000    | Vladimir Kramnik  | Nga       |
| 2001    | Garry Kasparov    | Nga       |
| 2002    | Garry Kasparov    | Nga       |
| 2003    | Viswanathan Anand | Ấn Độ     |
| 2004    | Viswanathan Anand | Ấn Độ     |
| 2005    | Veselin Topalov   | Bulgaria  |
| 2006    | Vladimir Kramnik  | Nga       |
| 2007    | Viswanathan Anand | Ấn Độ     |
| 2008    | Viswanathan Anand | Ấn Độ     |
| 2009    | Magnus Carlsen    | Na Uy     |
| 2010    | Magnus Carlsen    | Na Uy     |
| 2011    | Magnus Carlsen    | Na Uy     |
| 2012    | Magnus Carlsen    | Na Uy     |
| 2013    | Magnus Carlsen    | Na Uy     |

## Thống kê giải thưởng

### Theo kỳ thủ
| Kỳ thủ            | Quốc gia            | Số giải |
| ----------------- | ------------------- | ------- |
| Garry Kasparov    | Liên Xô, sau là Nga | 11      |
| Anatoly Karpov    | Liên Xô             | 9       |
| Viswanathan Anand | Ấn Độ               | 6       |
| Magnus Carlsen    | Na Uy               | 5       |
| Bobby Fischer     | Hoa Kỳ              | 3       |
| Boris Spassky     | Liên Xô             | 2       |
| Vladimir Kramnik  | Nga                 | 2       |
| Bent Larsen       | Đan Mạch            | 1       |
| Viktor Korchnoi   | Thụy Sĩ             | 1       |
| Veselin Topalov   | Bulgaria            | 1       |

### Theo quốc gia
| Quốc gia | Số giải |
| -------- | ------- |
| Liên Xô  | 17      |
| Nga      | 7       |
| Ấn Độ    | 6       |
| Na Uy    | 5       |
| Hoa Kỳ   | 3       |
| Bulgaria | 1       |
| Đan Mạch | 1       |
| Thụy Sĩ  | 1       |